# شون باركس
شون باركس (بالإنجليزية: Shaun Parkes)‏ هو ممثل بريطاني، ولد في 9 فبراير 1973 في لندن في المملكة المتحدة.

## أعمال

### أفلام
- (2001) عودة المومياء[4]

## وصلات خارجية
- شون باركس على موقع IMDb (الإنجليزية)
- شون باركس على موقع ألو سيني (الفرنسية)
- شون باركس على موقع أول موفي (الإنجليزية)
- شون باركس على موقع قاعدة بيانات الأفلام السويدية (السويدية)
- شون باركس على موقع قاعدة بيانات الفيلم (الإنجليزية)
- شون باركس على موقع كينوبويسك (الروسية)